# Újfalu (Esztergom)
Újfalu – vagy Nova Villa – Esztergom egyik középkori városrészének a neve. Árpád-kori és késő középkori régészeti terület.

## Története
Újfalu a királyi várostól és Kovácsitól keletre, körülbelül a mai belvárosi temető területén és a Petőfi Sándor utca teljes hosszában terült el. A tatárjárás során Esztergom külvárosai mind elpusztultak. Az ezek helyén felépült egyik új külváros volt Újfalu, innen ered a neve is. 1315-től az esztergomi káptalan birtokát képezte. Jellemző volt rá a nagy észak-dél irányú kiterjedés. Temploma és egyben legfontosabb épülete, a Szent Domonkos-plébániatemplom volt, amelynek első említése 1264-ből való. Ennek maradványait 1963-ban a Siszler úton találták meg. Innen indult el Julianus barát keleti útjára. 
Határában feküdt a Bor-kút nevezetű szőlő, melyet 1332-ben említenek Burkuth vagy Burkwth néven.